# Philautus variabilis
Philautus variabilis är en groddjursart som först beskrevs av Günther 1858.  Philautus variabilis ingår i släktet Philautus och familjen trädgrodor. Inga underarter finns listade i Catalogue of Life.